# Jeanne Donnadieu
Pour les articles homonymes, voir Donnadieu.
Jeanne Louise Marguerite Donnadieu, née le 30 janvier 1864 à Paris (17e arrondissement) et morte à Lisieux le 11 mai 1941, est une peintre française.

## Biographie
Élève de Jacques-Eugène Feyen, Augustin Feyen-Perrin, Émile Bin et Henri-Léopold Lévy, elle expose au Salon des artistes français de 1885 à 1900 et y obtient en 1886 une mention honorable. Elle en est sociétaire en 1889. 
Proche voisine de Vincent Van Gogh et de son frère Théo Van Gogh, il est possible que le pastel L'Incompris (vers 1887-1892) représente Vincent.

## Collections publiques
- Lisieux, musée d'art et d'histoire : Portrait de femme (1891)[6]
- Péronne, musée Alfred-Danicourt : Surprise, non daté[7]

### Galerie d'images

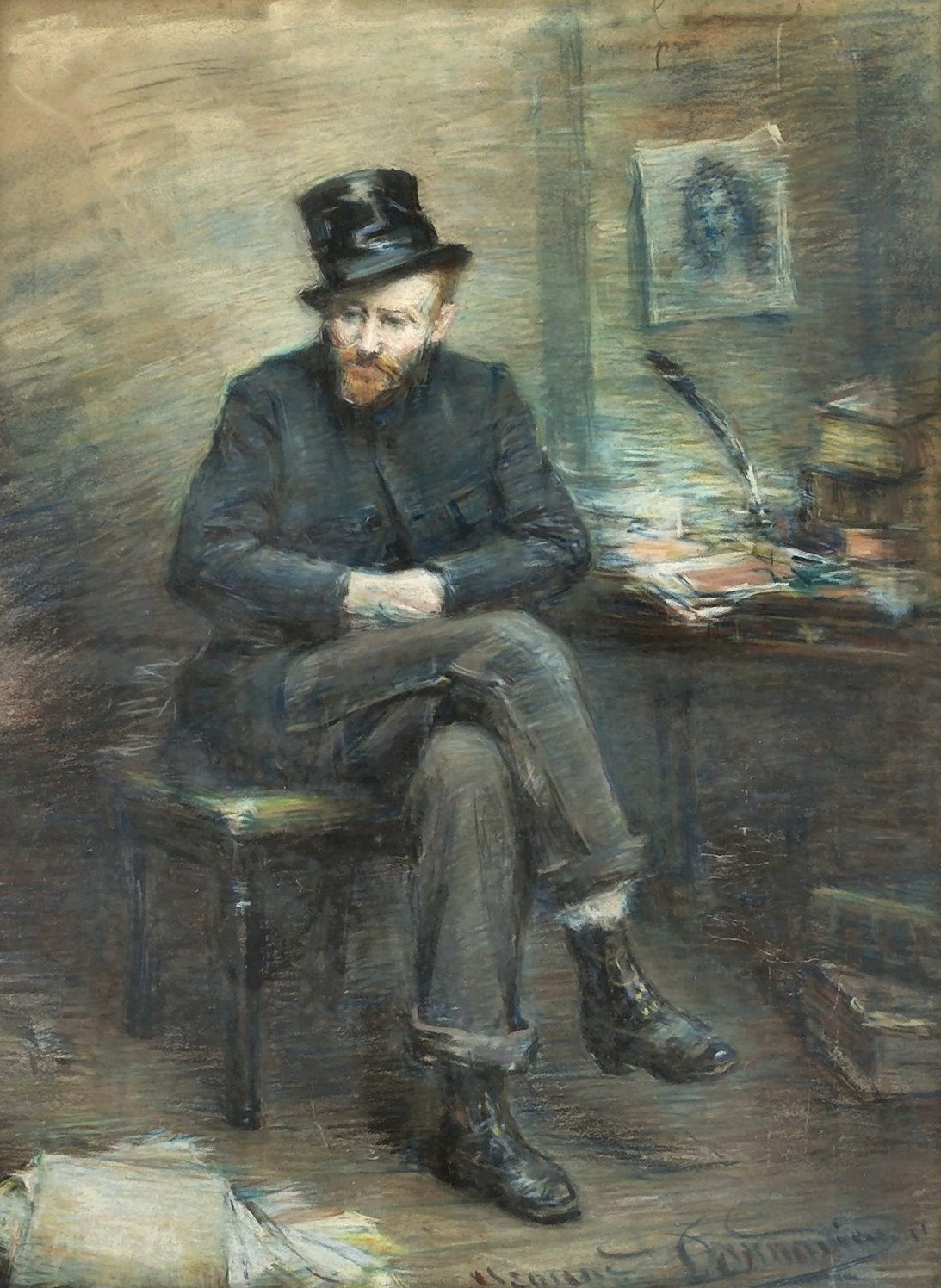
L'Incompris, pastel, vers 1887-1892
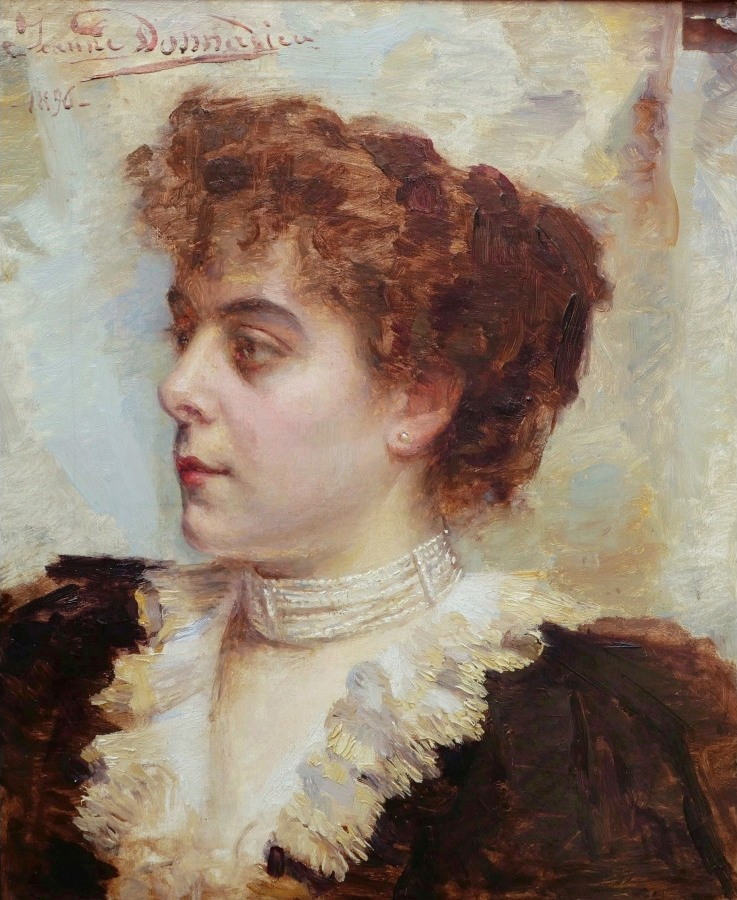
Portrait de Mlle Henriette Bépoix, huile sur toile, 1896
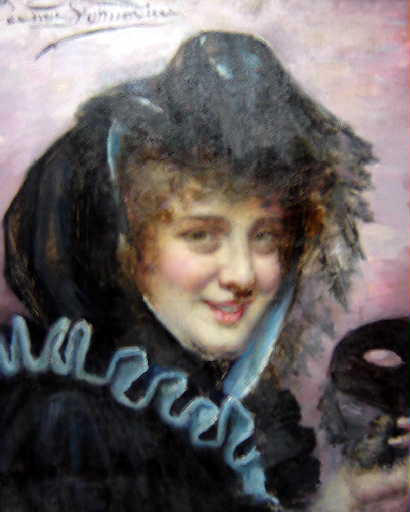
Surprise, huile sur toile, non daté, musée Alfred-Danicourt